# Boechera shockleyi
Boechera shockleyi är en korsblommig växtart som först beskrevs av Philip Alexander Munz, och fick sitt nu gällande namn av Robert D. Dorn. Boechera shockleyi ingår i släktet indiantravar, och familjen korsblommiga växter. Inga underarter finns listade i Catalogue of Life.